# Alcide

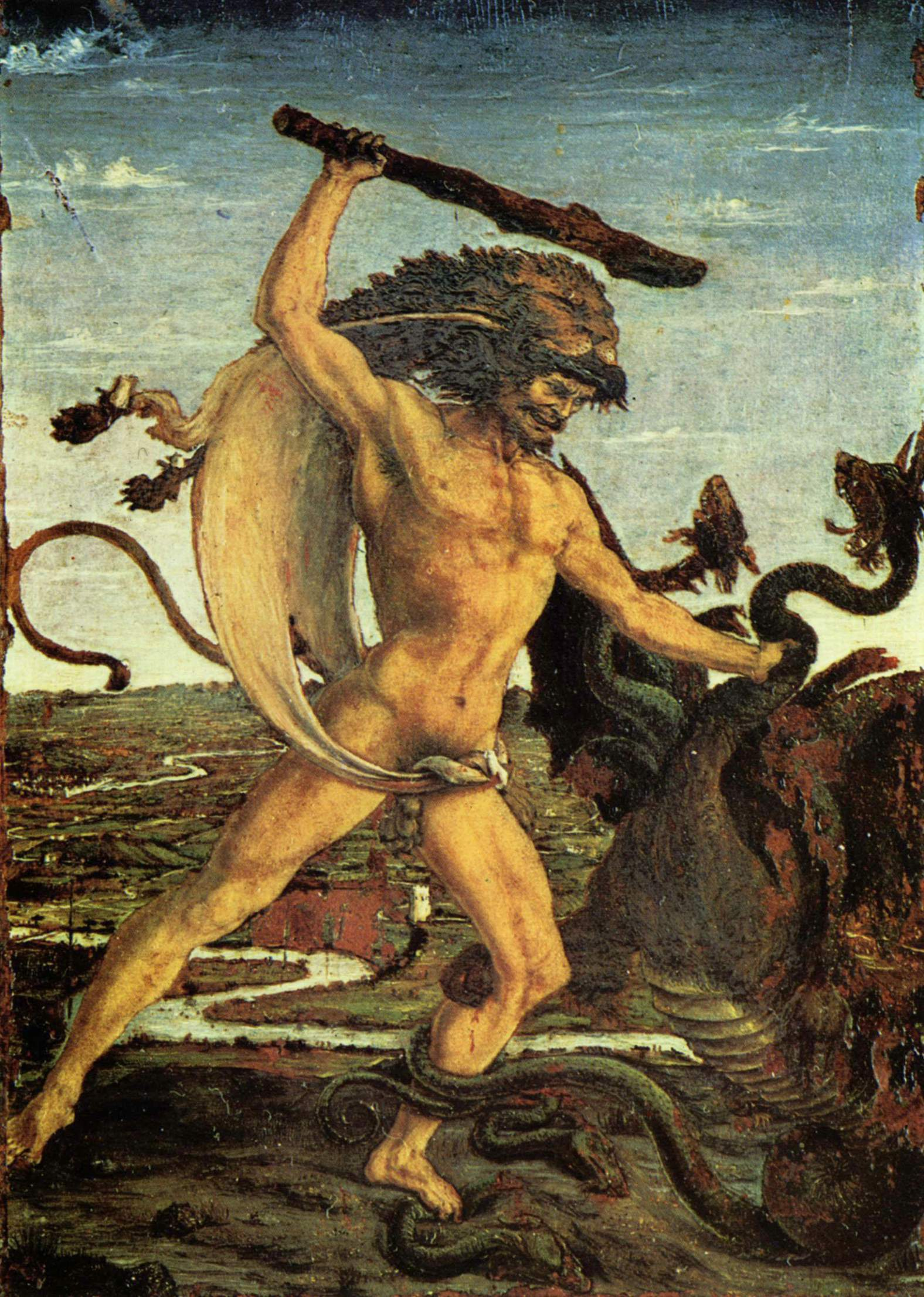
Hercules en de Hydra

Alcide is een andere naam voor Herakles of Hercules. Alkides is de kleinzoon van Alkeus. Het achtervoegsel -ides betekent "kleinzoon van". Alcide is de verfranste vorm van Alkides. Moest de naam dus in het Nederlands gebruikt worden zou hij door het leven gaan als Alkides.
Deze naam vindt men heden ten dage terug als voornaam of achternaam.

## Gebruik van naam

### Als voornaam
De Fransen beschouwen Alcide als een Franse naam. In Italië kent men de naam ook als voornaam. Een groot voorbeeld is Alcide De Gasperi. De Spaanse en Portugese variant is dikwijls Alcides. In Uruguay is er bijvoorbeeld de voetballer Alcides Ghiggia.

### Als achternaam
Te Mechelen werd op 18 mei 1813 een vondeling Felix Alcide genoemd. Deze persoon werd door de Openbare Onderstand van Mechelen, te Zemst bij een landbouwersgezin ondergebracht, zoals de gewoonte was met vondelingen. Doordat hij later in dit dorp huwde en kinderen had was hij er de oorzaak dat er rond het jaar 2000 nog een 20-tal personen in België woonden die de naam als familienaam droegen. Op 21 december 1811 werd op exact dezelfde plaats al eens een kind gevonden dat de naam François Xavier Alcide kreeg, maar dit kind stierf op vijfjarige leeftijd.
Deze namen werden toen toegekend door de ambtenaar van de Burgerlijke Stand van de stad Mechelen. In de periode van het Napoleontisch bewind werden te Mechelen heel wat vondelingen met Grieks-mythologische namen bedeeld. Dit kaderde in de tijdgeest, waarin de empirestijl of het neoclassicisme hoogtij vierden. Het classicisme is in het algemeen die richting in de bouwkunst zowel als in de beeldende kunsten die zich inspireert op de idealen en de vormgeving der zogenaamde klassieke kunst van de Oudheid. Daarmee wordt dan de Griekse kunst uit het midden van de 5de eeuw voor Christus bedoeld en de op deze gebaseerde Romeinse kunst. In engere zin wordt met classicisme bedoeld de periode van circa 1770 tot 1850. De opgravingen van Pompeii en Herculaneum en de studies van archeologen deden de belangstelling voor de Oudheid toenemen.
Andere vondelingennamen die we in Mechelen aantreffen waren onder andere: Alcibiade, Nestor, Olympiade, Andromacque (van Andromachus) Ariadne en Aristide.
De naam komt als familienaam nog voor in de Verenigde Staten, Italië, Canada, Engeland, Duitsland en in Argentinië.
Mechelen was van 1796 tot 1815 onder Franse heerschappij. Ook in Frankrijk en dan vooral zijn koloniën, zoals Mauritius en Haïti, bestaan er tal van Alcides. In de Verenigde Staten en Canada zijn de Alcides veelal uitgeweken Haïtianen of hun nakomelingen.

## Bekende naamdragers
- Alcide Nunez, Amerikaanse jazz-klarinettist
- Alcide d'Orbigny, Franse natuurvorser, zoöloog, botanicus, paleontoloog en stratigraaf
- Alcides Araújo Alves, Braziliaanse voetballer
- Alcides Ghiggia, Uruguayaans-Italiaanse voetballer
- Alcide De Gasperi, Italiaanse staatsman en politicus